# Dystrykt Tema
Dystrykt Stołeczny Tema - jest miastem i zarazem dystryktem w Regionie Greater Accra w Ghanie. Zajmuje powierzchnię 565 km², populacja w roku 2002 wynosiła 506.637 mieszkańców.
Dystrykt składa się z dwudziestu sześciu gmin:
| Tema Community 1  | Tema Newtown   |
| Tema Community 2  | Tema Wharf     |
| Tema Community 3  | Lashibi        |
| Tema Community 4  | Bethlehem      |
| Tema Community 5  | Kakasunanka II |
| Tema Community 6  | Adenta East    |
| Tema Community 7  | Ashaley Botwe  |
| Tema Community 8  | Ashiaman       |
| Tema Community 9  | Kpone          |
| Tema Community 10 | Ogbojo         |
| Tema Community 11 | ?              |
| Tema Community 12 | ?              |
| Tema Community 13 | ?              |